# هرمان دودلي ميرفي
هرمان دودلي ميرفي (بالإنجليزية: Hermann Dudley Murphy)‏ هو رسام أمريكي، ولد في 25 أغسطس 1867 في مارلبورو في الولايات المتحدة، وتوفي في 1945.